# フォーカスぎふ
『フォーカスぎふ』は、2009年4月16日から2011年9月24日までと、リニューアル後2021年4月9日から2024年3月29日まで、ぎふチャンで放送されていた報道番組である。

## 内容
2009年から2011年での放送は、政治・経済・社会問題などを取り上げていた番組で、キャスターの藤村恵理（当時ぎふチャンアナウンサー）が自らリポートに赴いて現場の生の声を伝えていた。大型選挙前の時期においては、立候補者をスタジオに招いての討論会を行うこともあった。
2021年春の改編で復活。トピックスごとにニュースを伝えるというシンプルな報道番組となっている。番組最後は、放送後のテレビ番組「ぎふナビ!」の出演者からコメントが発言される。
2024年3月の最終回では『八百津町長に聞く』と題して、3選を果たした金子政則町長の特集を放送した。

## 放送時間
いずれも日本標準時。
- 木曜 22:00 - 22:24 （2009年4月16日 - 2009年9月24日）
- 木曜 21:30 - 21:54 （2009年10月8日 - 2010年3月25日）
- 土曜 22:30 - 22:55 （2010年4月3日 - 2010年9月25日）
- 土曜 22:00 - 22:25 （2010年10月2日 - 2011年9月24日）
- 金曜 19:30 - 19:57 （2021年4月9日 - 2023年9月）
- 金曜 20:00 - 20:20（2023年10月6日 - 2024年3月29日）

## 出演者
現在
- 藤井裕生（ぎふチャンアナウンサー）

過去
- 加藤義久（ぎふチャンアナウンサー）
- 藤村恵理（当時ぎふチャンアナウンサー）
- 澤茂奈実（ぎふチャンアナウンサー）

## コーナー

### 現在
- 今週のぎふチャンDIGITALランキング - 1週間のニュースや話題を、ぎふチャン公式サイトのアクセス数をもとに、ランキング形式で紹介する。

- 今週のフォーカス→ニュースピックアップ - 身近な話題からタイムリーな政治や経済にまつわる話題について、ぎふチャン・岐阜新聞記者が解説する。

- ファインダーぎふ - カメラマンによる映像スケッチ。県内の名所や季節の話題などを紹介。※放送したものは、ぎふチャン公式Youtubeチャンネルに更新される

- Bizトピ（ビジネストピックス）- 新店舗、新商品、新サービスなど注目ビジネス情報をコンパクトに伝える。

- 飛騨トピ - 飛騨地方の1週間の旬なニュース・話題をピックアップして伝える。

### 過去
- 今日のフォーカス
- ぎふビジネスフューチャー（2010年5月 - ）